# Human Flow
Human Flow è un documentario del 2017 diretto da Ai Weiwei.

## Trama
"Human Flow" è un film di genere documentario del 2017, diretto da Weiwei Ai. L'artista cinese Ai Weiwei racconta l'universo delle migrazioni attraverso le immagini girate in 22 paesi del mondo.